# Bryophryne zonalis
Bryophryne zonalis é uma espécie de anfíbio anuro da família Strabomantidae. Está presente no Peru. Não foi ainda avaliada pela UICN.